# Sounthone Pathammavong
Sounthone Pathammavong (1911–1985) foi o primeiro-ministro do Reino do Laos de 31 de dezembro de 1959 a 7 de janeiro de 1960 e chefe do Estado-Maior do Exército das Forças Armadas Reais do Laos.